# مقاطعة مودوك (كاليفورنيا)
مقاطعة مودوك (بالإنجليزية: Modoc County)‏ هي إحدى مقاطعات ولاية كاليفورنيا في الولايات المتحدة الأمريكية.

## أعلام
- جورج دبليو. جوزيف
- جاك بارنت